# Severo-Vostočnye Sady
Severo-Vostočnye Sady (in russo Северо-Восточные Сады?) è un centro abitato dell'Adighezia, situato nel Majkopskij rajon. La popolazione era di 3.584 abitanti al dicembre 2018. Ci sono 40 strade.